# Outremer
Outremer és una pel·lícula francesa dirigida per Brigitte Roüan, estrenada el 1990. Aquest és el primer llargmetratge de Brigitte Roüan.

## Argument
Tres germanes, filles de colons, viuen a l'Algèria. Dues d'elles, Zon i Malène, estaven casades amb oficials de la marina francesa, mentre es desenvolupava la guerra d'Algèria. Per a la Gritte, la més petita de les tres, l'experiència de les seves germanes, que poques vegades veuen els seus marits, la fa témer el matrimoni.

## Repartiment
- Nicole Garcia: Zon
- Marianne Basler: Gritte
- Brigitte Roüan: Malene
- Philippe Galland: Paul
- Yann Dedet: Gildas
- Bruno Todeschini: Maxime
- Pierre Doris: Oncle Alban
- Monique Mélinand: tia Léonie
- Coralie Seyrig: Martine
- Tribs de Jean-Louis: Olivier
- Jean-Claude de Goros: Roger López, el gerent
- Zappy Max: El pare
- Nicolas Marié: noi

`

## Distincionss
- Nominació a César a la millor primera pel·lícula a la 16ns Premis Cèsar.
- Bayard d'or al millor guió al Festival international du film francophone de Namur.